# Rowland Pack
Rowland Sterling Pack (* 15. Juli 1927 in London, Ontario; † 3. Januar 1964 in Toronto) war ein kanadischer Cellist, Organist und Chorleiter.

## Leben
Pack hatte als Kind Klavierunterricht bei seiner Tante Ruvy Pack, Orgelunterricht bei Thomas C. Chattoe und Cellounterricht bei Goldwin Quantz. Fünfzehnjährig wurde er Kantor an der Robinson United Church. 1947 studierte er am Royal Conservatory of Music in Toronto Cello bei Isaac Mamott, Kammermusik bei Kathleen Parlow und Musiktheorie bei John Weinzweig.
1948 wurde er Mitglied des Toronto Symphony Orchestra, dessen Erster Cellist er von 1953 bis 1957 war. Als stellvertretender Erster Cellist gehörte er außerdem dem CBC Symphony Orchestra an. Als Kammermusiker trat er mit seiner Frau, der Pianistin Carol Pack auf und gründete mit ihr und dem Flötisten Hugh Orr 1955 das Pack Trio und (zusätzlich mit dem Gambisten und Perkussionisten Donald Whitton) das Pack Quartet.
Von 1958 bis 1962 dirigierte Pack den Hart House Glee Club, zugleich war er Kantor an der Thornhill United Church. Aus Mitgliedern des Kirchenchores gründete er die Rowland Pack Chamber Singers, ein Ensemble, das auf die Aufführung Alter Musik spezialisiert war und Anfang der 1960er Jahre zahlreiche Konzerte gab.
Nach dem frühen Tod Packs, der am Hodgkin-Lymphom starb, beauftragte die CBC die Komponisten Bert Niosi, Bill Richards, Giuseppe Agostini, Louis Applebaum, Harry Freedman, Ernest MacMillan, Oskar Morawetz, Phil Nimmons, Godfrey Ridout, R. Murray Schafer, Morris Surdin, Norman Symonds und Healey Willan mit einer Gemeinschaftskomposition, die am 21. Juni 1964 gesendet wurde. Zwei Tage später gaben Mitglieder des CBC Symphony Orchestra und des Toronto Symphony Orchestra, die Festival Singers, Garnet Brooks, Victor Feldbrill, Maureen Forrester, Lois Marshall, Mary Morrison, Jan Simons und Heinz Unger im O'Keefe Centre ebenfalls ein Konzert zu seinem Gedenken.

## Quelle
- Rowland Pack. In:  Encyclopedia of Music in Canada. herausgegeben von The Canadian Encyclopedia (englisch, französisch).

| Personendaten    | Personendaten                                 |
| ---------------- | --------------------------------------------- |
| NAME             | Pack, Rowland                                 |
| ALTERNATIVNAMEN  | Pack, Rowland Sterling (vollständiger Name)   |
| KURZBESCHREIBUNG | kanadischer Cellist, Organist, und Chorleiter |
| GEBURTSDATUM     | 15. Juli 1927                                 |
| GEBURTSORT       | London, Ontario                               |
| STERBEDATUM      | 3. Januar 1964                                |
| STERBEORT        | Toronto                                       |